# マイペースでいきましょう
「マイペースでいきましょう」は、七森中☆ごらく部の楽曲。同グループ2枚目のシングルとして2011年7月20日にポニーキャニオンから発売された。楽曲はFunta3が作詞、Funta7が作曲を手掛けた。

## 概要
本曲は、テレビアニメ『ゆるゆり』のエンディングテーマとして用いられた。
シングルのジャケットには、赤座あかり、歳納京子、船見結衣、吉川ちなつがプリントされている。初回生産分には、全4種からなるごらく部のキャラクターがランダムで1枚封入されており、うち4000枚はキャスト陣4人の直筆サイン入り（1人1000枚ずつ）。

## 収録曲
| #         | タイトル                                                                 | 作詞      | 作曲      | 編曲         | 時間  |
| --------- | ------------------------------------------------------------------------ | --------- | --------- | ------------ | ----- |
| 1.        | 「マイペースでいきましょう」(テレビアニメ『ゆるゆり』エンディングテーマ) | Funta3    | Funta7    | Funta7       | 3:42  |
| 2.        | 「Precious Friends」                                                     | Funta7    | Funta3    | 草野よしひろ | 4:43  |
| 3.        | 「マイペースでいきましょう［からおけ］」                                 |           |           |              |       |
| 4.        | 「Precious Friends［からおけ］」                                         |           |           |              |       |
| 合計時間: | 合計時間:                                                                | 合計時間: | 合計時間: | 合計時間:    | 16:49 |

## カバー
- 水瀬伊織（釘宮理恵）・我那覇響（沼倉愛美）・秋月律子（若林直美）・双海亜美 / 真美（下田麻美） - 漫画『THE IDOLM@STER』第1巻の特装版付属CDに収録。
- Funta - 2013年発売のセルフカバーアルバム『funta-stic!!』に収録。